# تووشچ
تووشچ (به لاتین: Tłuszcz) یک شهر در لهستان است که در Gmina Tłuszcz واقع شده‌است.

## خصوصیات
تووشچ ۷٫۸۱ کیلومترمربع مساحت و ۷۲٬۸۳۱ نفر جمعیت دارد و ۱۱۰ متر بالاتر از سطح دریا واقع شده‌است.